# Melchior de Marconnay
Melchior de Marconnay (mort le 30 juin 1618) est évêque élu de Dol en 1592 puis évêque de Saint-Brieuc de 1601 à sa mort.

## Biographie
Melchior de Marconnay est issu d'une famille noble du Poitou. Il est le fils de Pierre de Marconnay, premier maître d'hôtel de la reine Catherine de Médicis et de Louise (ou Catherine) de Sousmoulins. Il est pourvu en commende en 1578 de l'abbaye Notre-Dame de Sept-Fontaines dans le diocèse de Reims puis en 1581 de celle de Saint-Pierre de Rillé dans le diocèse de Rennes. 
En 1592 après la mort de Charles d'Espinay, le chapitre de chanoines de Dol de Bretagne l'élit évêque, puis entreprend des démarches pour le faire officiellement nommer évêque de Dol, mais elle demeurent sans suite. Il est en effet, pendant les troubles de la Ligue en Bretagne, l'un des partisans actifs et conseillers de Philippe-Emmanuel de Lorraine, duc de Mercœur. 
Il est cependant désigné en janvier 1601 comme évêque de Saint-Brieuc dont le siège est vacant depuis plus de cinq années. Il est nommé en novembre, et consacré l'année suivante par Charles de Balsac évêque de Noyon.  Il préside la session des États de Bretagne qui se tiennent à Saint-Brieuc en 1602 et en 1605. Il fonde le collège de la ville et y introduit les Capucins en 1615. En août 1614 il est parmi les représentants de la province de Bretagne lors des États généraux. Il meurt après trois jours d'une forte fièvre le 7 mars 1618.

## Sources
- (en) catholic-hierarchy.org Bishop Melchior de Marconnai
- (en) Joseph Bergin The Making of French Episcopate (1589-1661) Yale University Press 1996  (ISBN 978-0300067514) p. 664.
- Jules Lamare, Histoire de la ville de Saint-Brieuc, t. Société d'émulation des Côtes-du-Nord, tome XXII, Saint-Brieuc, Francisque Guyon, 1884 (lire sur Wikisource), p. 97-142